# Bazancourt (Marne)
Bazancourt ist eine französische Gemeinde mit 2.441 Einwohnern (Stand: 1. Januar 2022) im Département Marne in der Region Grand Est. Sie gehört zum Arrondissement Reims und ist Mitglied im Gemeindeverband Communauté urbaine du Grand Reims. Die Bewohner werden Bazancourtois und Bazancourtoises oder Couriats und Couriates genannt.
Die Gemeinde erhielt 2023 die Auszeichnung „Drei Blumen“, die vom Conseil national des villes et villages fleuris (CNVVF) im Rahmen des jährlichen Wettbewerbs der blumengeschmückten Städte und Dörfer verliehen wird.

## Geografie

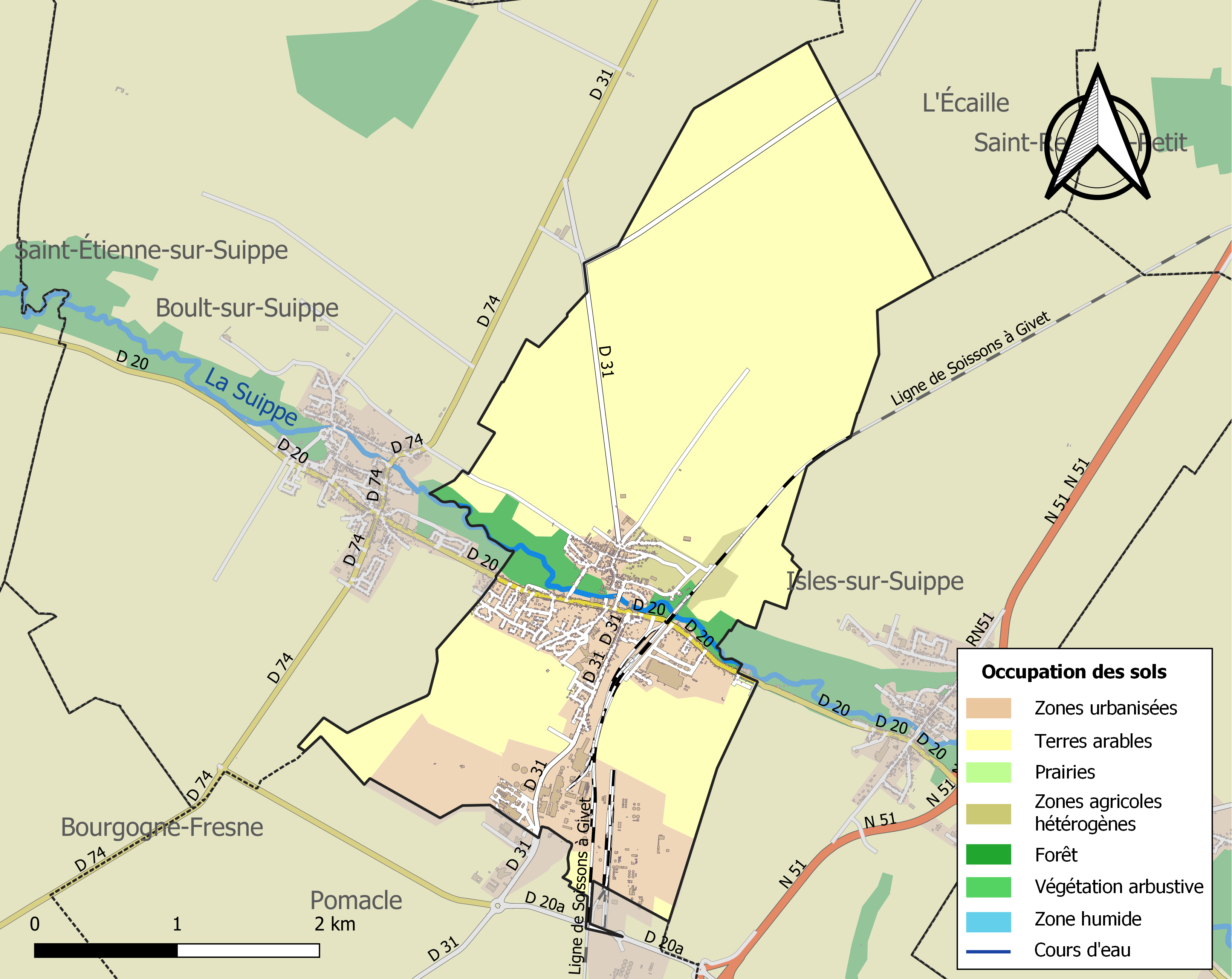
Bodennutzung, Hydrografie und Infrastruktur der Gemeinde (2018)

Bazancourt liegt etwa 16 Kilometer nordnordöstlich von Reims am nördlichen Rand des Départements Marne an der Grenze zum benachbarten Département Ardennes. Die Gemeinde erstreckt sich im Norden der historischen Provinz Champagne. Sie befindet sich im Einzugsgebiet der Seine und wird von der der Suippe entwässert, die das Gemeindegebiet in einem breiten Tal von Südost nach Nordwest durchströmt. Das Zentrum liegt auf einer Höhe von etwa 75 m, das Tal der Suippe nicht wesentlich tiefer. Das Gelände steigt in der Breite nach Nordosten hin auf 120 m an, im Südosten auf eine einzelne Erhebung von über 100 m an.
Stand 2018 werden 75 % der Fläche der Gemeinde landwirtschaftlich genutzt, der Anteil an Industrieflächen beträgt etwa 12 %, an bebauten Flächen etwa 5 %. Etwa 4 % sind bewaldet, insbesondere entlang der Suippe.
Umgeben wird Bazancourt von den Nachbargemeinden Boult-sur-Suippe im Westen und Norden, L’Écaille (Département Ardennes) im Nordosten, Isles-sur-Suippe im Osten sowie Pomacle im Süden.

## Bevölkerungsentwicklung
| Jahr                       | 1962 | 1968 | 1975 | 1982 | 1990 | 1999 | 2006 | 2013 | 2020 |
| Einwohner                  | 1545 | 1748 | 1791 | 1816 | 1877 | 1940 | 1961 | 2001 | 2384 |
| Quellen: Cassini und INSEE |      |      |      |      |      |      |      |      |      |

## Sehenswürdigkeiten
Die Kirche Saint-Rémy wurde im 12. und im 13. Jahrhundert erbaut, Umbauten wurden im 14. und 18. Jahrhundert vorgenommen. Seit 1914 sind Chor und Kirchturm als Monument historique klassifiziert.

## Wirtschaft
Die Bioraffinerie Bazancourt-Pomacle im Süden von Bazancourt ist eine der größten Bioraffinerien in Europa und der Welt. Es vereint eine Bioraffinerie aus acht Unternehmen und eine Innovationsplattform namens „Bioraffinery Research and Innovations“ (BRI). Diese sind am Europäischen Zentrum für Biotechnologie und Bioökonomie (CEBB) angesiedelt.
Das Areal umfasst eine Fläche von 690 Hektar, mehr als 1200 direkte Arbeitsplätze auf dem Gelände, 1000 indirekte Arbeitsplätze im Reims-Becken. 4 Millionen Tonnen Biomasse werden jedes Jahr in Zucker, Glukose, Stärke, Nahrungsmittel- oder pharmazeutischen Alkohol sowie kosmetische Wirkstoffe umgewandelt. Der Umsatz der Plattform übersteigt 800 Millionen Euro pro Jahr.

## Verkehr
Bazancourt liegt abseits größerer Verkehrsachsen. Die Departementsstraße D 20 wird entlang der Suippe geführt und verbindet das Zentrum mit Boult-sur-Suippe im Westen und mit Isles-sur-Suippe im Osten, die D 31 wird vom Zentrum südlich nach Pomacle geführt.
Die Gemeinde besitzt einen Bahnhof an der Bahnstrecke Soissons–Givet, der von Zügen des TER Grand Est bedient wird, die Bazancourt mit Sedan über Charleville-Mézières im Norden und mit dem Bahnhof Champagne-Ardenne TGV mit Anschluss an die LGV Est européenne über Reims im Süden verbinden.

## Gemeindepartnerschaft
Bazancourt und die saarländische Gemeinde Gersheim sind Partnergemeinden seit 1989.